# Richard Herd
Richard Herd, född 26 september 1932 i Boston, Massachusetts, död 26 maj 2020 i Los Angeles, Kalifornien, var en amerikansk skådespelare. 
Herd var bland annat med i filmen Tjejen som gjorde lumpen. Han är också känd för sin roll som John i TV-serien V. Herd gästspelade även i bland annat TV-serien M*A*S*H. Mellan 1995 och 1998 spelade han rollen som George Costanzas chef Mr Wilhelm i komediserien Seinfeld.

## Filmografi (i urval)
- 1969 – Herkules i New York
- 1975 – Kojak (TV-serie) (1 avsnitt)
- 1975 – Rockford tar över (TV-serie) (1 avsnitt)
- 1976 – Alla presidentens män
- 1977 – San Francisco (TV-serie) (1 avsnitt)
- 1979 – Kinasyndromet
- 1979 – Starsky och Hutch (TV-serie) (2 avsnitt)
- 1980 – Dallas (TV-serie) (3 avsnitt)
- 1980 – M*A*S*H (TV-serie) (1 avsnitt)
- 1980 – Tjejen som gjorde lumpen
- 1982–1984 – T.J. Hooker (TV-serie) (36 avsnitt)
- 1983 – Oss fifflare emellan
- 1984 – Maktkamp på Falcon Crest (TV-serie) (2 avsnitt)
- 1983 – V (TV-serie) (2 avsnitt)
- 1984 – V - Den sista striden (TV-serie) (3 avsnitt)
- 1985 – Knight Rider (TV-serie) (1 avsnitt)
- 1985 – The A-Team (TV-serie) (1 avsnitt)
- 1986–1993 – Mord och inga visor (TV-serie) (2 avsnitt)
- 1986 – Dynastin (TV-serie) (1 avsnitt)
- 1987 – Skönheten och odjuret (TV-serie) (1 avsnitt)
- 1987 – Spanarna på Hill Street (TV-serie) (1 avsnitt)
- 1989 – Matlock (TV-serie) (1 avsnitt)
- 1989 – Pantertanter (TV-serie) (1 avsnitt)
- 1990 – Knots Landing (TV-serie) (2 avsnitt)
- 1991–1993 – Quantum Leap (TV-serie) (2 avsnitt)
- 1991 – Röster från andra sidan graven (TV-serie) (1 avsnitt)
- 1993 – Doktor Quinn (TV-serie) (2 avsnitt)
- 1993 – Star Trek: The Next Generation (TV-serie) (2 avsnitt)
- 1995 – Cityakuten (TV-serie) (1 avsnitt)
- 1995–1998 – Seinfeld (TV-serie) (11 avsnitt)
- 1996 – Inte bara morsa (TV-serie) (1 avsnitt)
- 1996 – Sgt. Bilko
- 1996 – Walker, Texas Ranger (TV-serie) (1 avsnitt)
- 1997 – Midnatt i ondskans och godhetens trädgård
- 1997–1998 – Pacific Blue (TV-serie) (2 avsnitt)
- 1998 – Buffy och vampyrerna (TV-serie) (1 avsnitt)
- 1998 – Diagnos mord (TV-serie) (1 avsnitt)
- 1998 – Singel i stan (TV-serie) (1 avsnitt)
- 1999–2001 – Star Trek: Voyager (TV-serie) (4 avsnitt)
- 2000 – Josef: Drömmarnas Konung (röstroll)
- 2000 – På heder och samvete (TV-serie) (1 avsnitt)
- 2002 – The District (TV-serie) (1 avsnitt)
- 2003 – 2004 (TV-serie) (2 avsnitt)
- 2004 – OC (TV-serie) (1 avsnitt)
- 2004 – På spaning i New York (TV-serie) (2 avsnitt)
- 2005 – Ghost Whisperer (TV-serie) (1 avsnitt)
- 2007 – Desperate Housewives (TV-serie) (1 avsnitt)
- 2008 – Cold Case (TV-serie) (1 avsnitt)
- 2012 – CSI: Miami (TV-serie) (1 avsnitt)
- 2013 – Rizzoli & Isles (TV-serie) (1 avsnitt)
- 2017 – Get Out
- 2018 – Hawaii Five-0 (TV-serie) (1 avsnitt)
- 2018 – Shameless (TV-serie) (1 avsnitt)
- 2018 – The Mule